# 국가독점
국가독점, 국가전매(state monopoly), 정부독점 또는 공공독점은 경제학에서 정부 기관이나 정부 기업이 특정 상품이나 서비스의 유일한 공급자이고 경쟁이 법으로 금지되는 강제 독점의 한 형태이다. 정부가 만들고, 소유하고, 운영하는 독점이다. 이는 일반적으로 정부가 개인이나 회사에 독점권을 부여하는 정부 부여 독점과 구별된다.
정부 독점은 국가, 지역, 지방 등 모든 수준의 정부에 의해 운영될 수 있다. 국가 이하 수준에서는 지역 독점이다. 국가독점이라는 용어는 일반적으로 중앙 정부가 운영하는 정부 독점을 의미한다.

## 특징
국가독점은 민간 조직의 경쟁 압력에 의해 상업적 행동이 효과적으로 제한되지 않는다는 특징을 가질 수 있다. 이는 기업의 사업 활동이 시장 내에서 광범위한 영향력을 행사하고, 경쟁사에 비해 자율적으로 행동할 수 있으며, 잠재적 경쟁자가 성공적으로 경쟁할 수 없을 때 발생한다.

## 같이 보기
- 주류 전매
- 독점
- 국유화
- 자연독점
- 국가독점자본주의